# Петухов, Николай Михайлович (военный)
Никола́й Миха́йлович Петухо́в (1912 — 20 марта 1967) — участник Великой Отечественной войны, командир орудия 20-го отдельного гвардейского истребительно-противотанкового дивизиона (15-я гвардейская Харьковская ордена Ленина Краснознамённая ордена Суворова стрелковая дивизия, 34-й гвардейский Дрезденский стрелковый корпус, 5-я гвардейская армия, 1-й Украинский фронт), гвардии младший сержант, кавалер ордена Славы трёх степеней.

## Биография
Родился в 1912 году в селе Новая Бахметьевка Аткарского уезда Саратовской губернии (ныне — Жирновского района Волгоградской области). Русский. Образование начальное. Жил и работал в городе Баку (Азербайджан).

### В РККА
В июне 1941 года был призван в РККА Дзержинским райвоенкоматом города Баку.

### На фронте
С первых дней войны (по другим данным — с июня 1943 года) участвовал в боях с захватчиками. К началу 1944 года гвардии красноармеец Петухов воевал в составе 20-го отдельного истребительно-противотанкового дивизиона 15-й гвардейской стрелковой дивизии. В январе-феврале 1944 года дивизия участвовала в Никопольско-Криворожской наступательной операции. В этих боях гвардии красноармеец Петухов исполнял обязанности помощника наводчика орудия.

### Подвиг
С 17 по 29 февраля 1944 года в боях в районе сёл Водяное и Ингулец (Криворожсксий район Днепропетровской области Украины) в составе расчёта подавил 2 пулемёта, подбил автомашину, уничтожил до 50 вражеских солдат. Сопровождая наступающую пехоту, орудийный расчёт всегда находился в боевых порядках пехоты. Приказом по частям 15-й гвардейской стрелковой дивизии от 23 марта 1944 года (№ 31/н) гвардии красноармеец Петухов Николай Михайлович награждён орденом Славы 3-й степени. В марте — апреле 1944 года дивизия успешно действовала в Березнеговато-Снигирёвской в Одесской наступательных операциях. В середине апреля форсировала р. Днестр южнее города Тирасполь и до конца мая 1944 года вела бои по расширению захваченного плацдарма. Затем переброшена в Польшу. В январе-феврале 1945 года дивизия участвовала в Сандомирско-Силезской наступательной операции.
21 января 1945 года во встречном бою на подступах к реке Одер восточнее города Оппельн (ныне — Ополье, Польша) гвардии младший сержант Петухов, как наводчик, своей чёткой работой обеспечил быстрое ведение огня. Отбивая атаку врага, уничтожил 1 ручной пулемёт и до 12 гитлеровцев. Был представлен к награждению медалью «За отвагу», командиром дивизии статус награды был изменён. Приказом по войскам 5-й гвардейской армии от 3 февраля 1945 года (К"8/н) гвардии младший Петухов Николай Михайлович награждён орденом Славы 2-й степени.
На завершающем этапе войны в апреле-мае 1945 года в составе своей дивизии участвовал в Берлинской и Пражской операциях. В одном из боёв, оставшись один из расчёта, огнём из своего орудия подбил танк «Тигр», бронетранспортёр и до 25 гитлеровцев. Всего к концу войны на своём счету имел уничтоженных 3 танка, 1 самоходное орудия. 3 бронетранспортёра, 6 огневых точек и свыше 100 вражеских солдат.

### После войны
В 1945 году был демобилизован. Жил и работал в Баку. Умер 20 марта 1967 года.

## Награды
- Орден Славы I степени (27.06.1945)[1]
- Орден Славы II степени (03.02.1945)[2]
- Орден Славы III степени (23.03.1944)[3]
- Медаль «За оборону Сталинграда»
- Медаль «За освобождение Праги»
- Медаль «За победу над Германией в Великой Отечественной войне 1941—1945 гг.» (9 мая 1945[4])
- Юбилейная медаль «Двадцать лет Победы в Великой Отечественной войне 1941—1945 гг.» (7 мая 1965[5])
- Знак «Гвардия»
- Знак МО СССР «25 лет Победы в Великой Отечественной войне» (24 апреля 1970[6])

## Память
- На могиле установлен надгробный памятник.